# Lista de ministros da Justiça do Brasil
Esta é a lista de ministros da Justiça e Segurança Pública do Brasil.

## Império

### Primeiro reinado
| Nº | Foto | Nome                                                                       | Órgão                                        | Início                 | Fim                    | Chefe de governo                    |
| -- | ---- | -------------------------------------------------------------------------- | -------------------------------------------- | ---------------------- | ---------------------- | ----------------------------------- |
| 1  |      | Caetano Pinto de Miranda Montenegro (marquês de Vila Real da Praia Grande) | Secretaria de Estado dos Negócios da Justiça | 3 de julho de 1822     | 28 de outubro de 1822  | D. Pedro I (também Chefe de Estado) |
| 2  |      | Sebastião Luís Tinoco da Silva                                             | Secretaria de Estado dos Negócios da Justiça | 28 de outubro de 1822  | 30 de outubro de 1822  | D. Pedro I (também Chefe de Estado) |
| 3  |      | Caetano Pinto de Miranda Montenegro (marquês de Vila Real da Praia Grande) | Secretaria de Estado dos Negócios da Justiça | 30 de outubro de 1822  | 10 de novembro de 1823 | D. Pedro I (também Chefe de Estado) |
| 4  |      | Clemente Ferreira França                                                   | Secretaria de Estado dos Negócios da Justiça | 10 de novembro de 1823 | 21 de novembro de 1825 | D. Pedro I (também Chefe de Estado) |
| 5  |      | Sebastião Luís Tinoco da Silva                                             | Secretaria de Estado dos Negócios da Justiça | 21 de novembro de 1825 | 21 de novembro de 1826 | D. Pedro I (também Chefe de Estado) |
| 6  |      | José Joaquim Carneiro de Campos (marquês de Caravelas)                     | Secretaria de Estado dos Negócios da Justiça | 21 de novembro de 1826 | 15 de janeiro de 1827  | D. Pedro I (também Chefe de Estado) |
| 7  |      | Clemente Ferreira França                                                   | Secretaria de Estado dos Negócios da Justiça | 15 de janeiro de 1827  | 11 de março de 1827    | D. Pedro I (também Chefe de Estado) |
| 8  |      | José Feliciano Fernandes Pinheiro (visconde de São Leopoldo)               | Secretaria de Estado dos Negócios da Justiça | 11 de março de 1827    | 18 de maio de 1827     | D. Pedro I (também Chefe de Estado) |
| 9  |      | Estêvão Ribeiro de Resende (marquês de Valença)                            | Secretaria de Estado dos Negócios da Justiça | 18 de maio de 1827     | 20 de novembro de 1827 | D. Pedro I (também Chefe de Estado) |
| 10 |      | Lúcio Soares Teixeira de Gouveia                                           | Secretaria de Estado dos Negócios da Justiça | 20 de novembro de 1827 | 18 de junho de 1828    | D. Pedro I (também Chefe de Estado) |
| 11 |      | José Clemente Pereira                                                      | Secretaria de Estado dos Negócios da Justiça | 18 de junho de 1828    | 25 de setembro de 1828 | D. Pedro I (também Chefe de Estado) |
| 12 |      | José Bernardino Batista Pereira de Almeida                                 | Secretaria de Estado dos Negócios da Justiça | 25 de setembro de 1828 | 22 de novembro de 1828 | D. Pedro I (também Chefe de Estado) |
| 13 |      | Lúcio Soares Teixeira de Gouveia                                           | Secretaria de Estado dos Negócios da Justiça | 22 de novembro de 1828 | 4 de dezembro de 1829  | D. Pedro I (também Chefe de Estado) |
| 14 |      | João Inácio da Cunha (visconde de Alcântara)                               | Secretaria de Estado dos Negócios da Justiça | 4 de dezembro de 1829  | 19 de março de 1831    | D. Pedro I (também Chefe de Estado) |
| 15 |      | Manuel José de Sousa França                                                | Secretaria de Estado dos Negócios da Justiça | 19 de março de 1831    | 5 de abril de 1831     | D. Pedro I (também Chefe de Estado) |
| 16 |      | João Inácio da Cunha (visconde de Alcântara)                               | Secretaria de Estado dos Negócios da Justiça | 5 de abril de 1831     | 7 de abril de 1831     | D. Pedro I (também Chefe de Estado) |

### Período regencial
| Nº | Foto                | Nome                                                          | Órgão                                        | Início                 | Fim                       | Chefe de governo          |
| -- | ------------------- | ------------------------------------------------------------- | -------------------------------------------- | ---------------------- | ------------------------- | ------------------------- |
| 17 |                     | Manuel José de Sousa França                                   | Secretaria de Estado dos Negócios da Justiça | 7 de abril de 1831     | 17 de junho de 1831       | Regência Trina Provisória |
| 17 | 17 de junho de 1831 | Manuel José de Sousa França                                   | Secretaria de Estado dos Negócios da Justiça | 5 de julho de 1831     | Regência Trina Permanente |                           |
| 18 |                     | Diogo Antônio Feijó                                           | Secretaria de Estado dos Negócios da Justiça | 5 de julho de 1831     | Regência Trina Permanente | 3 de agosto de 1832       |
| 19 |                     | Pedro de Araújo Lima (marquês de Olinda)                      | Secretaria de Estado dos Negócios da Justiça | 3 de agosto de 1832    | Regência Trina Permanente | 13 de setembro de 1832    |
| 20 |                     | Honório Hermeto Carneiro Leão (marquês do Paraná)             | Secretaria de Estado dos Negócios da Justiça | 13 de setembro de 1832 | Regência Trina Permanente | 14 de maio de 1833        |
| 21 |                     | Cândido José de Araújo Viana (marquês de Sapucaí)             | Secretaria de Estado dos Negócios da Justiça | 14 de maio de 1833     | Regência Trina Permanente | 4 de junho de 1833        |
| 22 |                     | Aureliano de Sousa e Oliveira Coutinho (visconde de Sepetiba) | Secretaria de Estado dos Negócios da Justiça | 4 de junho de 1833     | Regência Trina Permanente | 16 de janeiro de 1835     |
| 23 |                     | Manuel Alves Branco (visconde de Caravelas)                   | Secretaria de Estado dos Negócios da Justiça | 16 de janeiro de 1835  | Regência Trina Permanente | 14 de outubro de 1835     |
| 24 |                     | Antônio Paulino Limpo de Abreu (visconde de Abaeté)           | Secretaria de Estado dos Negócios da Justiça | 14 de outubro de 1835  | 3 de junho de 1836        | Diogo Antônio Feijó       |
| 25 |                     | Gustavo Adolfo de Aguilar Pantoja                             | Secretaria de Estado dos Negócios da Justiça | 3 de junho de 1836     | 16 de maio de 1837        | Diogo Antônio Feijó       |
| 26 |                     | Francisco Jê Acaiaba de Montezuma (visconde de Jequitinhonha) | Secretaria de Estado dos Negócios da Justiça | 16 de maio de 1837     | 19 de setembro de 1837    | Diogo Antônio Feijó       |
| 27 |                     | Bernardo Pereira de Vasconcelos                               | Secretaria de Estado dos Negócios da Justiça | 19 de setembro de 1837 | 16 de abril de 1839       | Pedro de Araújo Lima      |
| 28 |                     | Francisco de Paula Almeida e Albuquerque                      | Secretaria de Estado dos Negócios da Justiça | 16 de abril de 1839    | 1 de setembro de 1839     | Pedro de Araújo Lima      |
| 29 |                     | Francisco Ramiro de Assis Coelho                              | Secretaria de Estado dos Negócios da Justiça | 1 de setembro de 1839  | 18 de maio de 1840        | Pedro de Araújo Lima      |
| 30 |                     | Silva Maia                                                    | Secretaria de Estado dos Negócios da Justiça | 18 de maio de 1840     | 23 de maio de 1840        | Pedro de Araújo Lima      |
| 31 |                     | Paulino José Soares de Sousa (visconde de Uruguai)            | Secretaria de Estado dos Negócios da Justiça | 23 de maio de 1840     | 24 de julho de 1840       | Pedro de Araújo Lima      |

### Segundo reinado–D. Pedro II
| Nº | Foto                  | Nome                                                               | Órgão                                        | Início                  | Fim                                   | Chefe de governo                      |
| -- | --------------------- | ------------------------------------------------------------------ | -------------------------------------------- | ----------------------- | ------------------------------------- | ------------------------------------- |
| 32 |                       | Antônio Paulino Limpo de Abreu (visconde de Abaeté)                | Secretaria de Estado dos Negócios da Justiça | 24 de julho de 1840     | 23 de março de 1841                   | D. Pedro II (também Chefe de Estado)  |
| 33 |                       | Paulino José Soares de Sousa (visconde de Uruguai)                 | Secretaria de Estado dos Negócios da Justiça | 23 de março de 1841     | 20 de janeiro de 1843                 | D. Pedro II (também Chefe de Estado)  |
| 34 |                       | Honório Hermeto Carneiro Leão (marquês do Paraná)                  | Secretaria de Estado dos Negócios da Justiça | 20 de janeiro de 1843   | 2 de fevereiro de 1844                | D. Pedro II (também Chefe de Estado)  |
| 35 |                       | Manuel Alves Branco (visconde de Caravelas)                        | Secretaria de Estado dos Negócios da Justiça | 2 de fevereiro de 1844  | 23 de maio de 1844                    | D. Pedro II (também Chefe de Estado)  |
| 36 |                       | Manuel Antônio Galvão                                              | Secretaria de Estado dos Negócios da Justiça | 23 de maio de 1844      | 26 de maio de 1845                    | D. Pedro II (também Chefe de Estado)  |
| 37 |                       | José Carlos Pereira de Almeida Torres (visconde de Macaé)          | Secretaria de Estado dos Negócios da Justiça | 26 de maio de 1845      | 29 de setembro de 1845                | D. Pedro II (também Chefe de Estado)  |
| 38 |                       | Antônio Paulino Limpo de Abreu (visconde de Abaeté)                | Secretaria de Estado dos Negócios da Justiça | 29 de setembro de 1845  | 2 de maio de 1846                     | D. Pedro II (também Chefe de Estado)  |
| 39 |                       | Joaquim Marcelino de Brito                                         | Secretaria de Estado dos Negócios da Justiça | 2 de maio de 1846       | 5 de maio de 1846                     | D. Pedro II (também Chefe de Estado)  |
| 40 |                       | José Joaquim Fernandes Torres                                      | Secretaria de Estado dos Negócios da Justiça | 5 de maio de 1846       | 17 de maio de 1847                    | D. Pedro II (também Chefe de Estado)  |
| 41 |                       | Caetano Maria Lopes Gama (visconde de Maranguape)                  | Secretaria de Estado dos Negócios da Justiça | 17 de maio de 1847      | 22 de maio de 1847                    | D. Pedro II (também Chefe de Estado)  |
| 42 |                       | Senador Vergueiro                                                  | Secretaria de Estado dos Negócios da Justiça | 22 de maio de 1847      | 1 de janeiro de 1848                  | Manuel Alves Branco                   |
| 43 |                       | Saturnino de Sousa e Oliveira Coutinho                             | Secretaria de Estado dos Negócios da Justiça | 1 de janeiro de 1848    | 29 de janeiro de 1848                 | Manuel Alves Branco                   |
| 44 |                       | José Antônio Pimenta Bueno (marquês de São Vicente)                | Secretaria de Estado dos Negócios da Justiça | 29 de janeiro de 1848   | 8 de março de 1848                    | Manuel Alves Branco                   |
| 44 | 8 de março de 1848    | José Antônio Pimenta Bueno (marquês de São Vicente)                | Secretaria de Estado dos Negócios da Justiça | 31 de maio de 1848      | José Carlos Pereira de Almeida Torres |                                       |
| 45 |                       | Antônio Manuel de Campos Melo                                      | Secretaria de Estado dos Negócios da Justiça | 31 de maio de 1848      | 29 de setembro de 1848                | Francisco de Paula Sousa e Melo       |
| 46 |                       | Eusébio de Queirós                                                 | Secretaria de Estado dos Negócios da Justiça | 29 de setembro de 1848  | 8 de outubro de 1849                  | Pedro de Araújo Lima                  |
| 46 | 8 de outubro de 1849  | Eusébio de Queirós                                                 | Secretaria de Estado dos Negócios da Justiça | 11 de maio de 1852      | José da Costa Carvalho                |                                       |
| 47 |                       | José Ildefonso de Sousa Ramos                                      | Secretaria de Estado dos Negócios da Justiça | 11 de maio de 1852      | 14 de junho de 1853                   | Joaquim José Rodrigues Torres         |
| 48 |                       | Luís Antônio Barbosa                                               | Secretaria de Estado dos Negócios da Justiça | 14 de junho de 1853     | 6 de setembro de 1853                 | Joaquim José Rodrigues Torres         |
| 49 |                       | José Tomás Nabuco de Araújo Filho                                  | Secretaria de Estado dos Negócios da Justiça | 6 de setembro de 1853   | 3 de setembro de 1856                 | Honório Hermeto Carneiro Leão         |
| 49 | 3 de setembro de 1856 | José Tomás Nabuco de Araújo Filho                                  | Secretaria de Estado dos Negócios da Justiça | 4 de maio de 1857       | Luís Alves de Lima e Silva            |                                       |
| 50 |                       | Francisco Diogo Pereira de Vasconcelos                             | Secretaria de Estado dos Negócios da Justiça | 4 de maio de 1857       | 12 de dezembro de 1858                | Pedro de Araújo Lima                  |
| 51 |                       | José Tomás Nabuco de Araújo Filho                                  | Secretaria de Estado dos Negócios da Justiça | 12 de dezembro de 1858  | 21 de março de 1859                   | Antônio Paulino Limpo de Abreu        |
| 52 |                       | Manuel Vieira Tosta (marquês de Muritiba)                          | Secretaria de Estado dos Negócios da Justiça | 21 de março de 1859     | 10 de agosto de 1859                  | Antônio Paulino Limpo de Abreu        |
| 53 |                       | João Lustosa da Cunha Paranaguá (marquês de Paranaguá)             | Secretaria de Estado dos Negócios da Justiça | 10 de agosto de 1859    | 3 de março de 1861                    | Ângelo Moniz da Silva Ferraz          |
| 54 |                       | Francisco de Paula Negreiros de Saião Lobato (visconde de Niterói) | Secretaria de Estado dos Negócios da Justiça | 3 de março de 1861      | 24 de maio de 1862                    | Luís Alves de Lima e Silva            |
| 55 |                       | Francisco José Furtado                                             | Secretaria de Estado dos Negócios da Justiça | 24 de maio de 1862      | 30 de maio de 1862                    | Zacarias de Góis e Vasconcelos        |
| 56 |                       | Caetano Maria Lopes Gama (visconde de Maranguape)                  | Secretaria de Estado dos Negócios da Justiça | 30 de maio de 1862      | 2 de junho de 1863                    | Pedro de Araújo Lima                  |
| 57 |                       | João Lins Vieira Cansanção de Sinimbu (visconde de Sinimbu)        | Secretaria de Estado dos Negócios da Justiça | 2 de junho de 1863      | 15 de janeiro de 1864                 | Pedro de Araújo Lima                  |
| 58 |                       | Zacarias de Góis e Vasconcelos                                     | Secretaria de Estado dos Negócios da Justiça | 15 de janeiro de 1864   | 31 de agosto de 1864                  | Zacarias de Góis e Vasconcelos        |
| 59 |                       | Francisco José Furtado                                             | Secretaria de Estado dos Negócios da Justiça | 31 de agosto de 1864    | 12 de maio de 1865                    | Francisco José Furtado                |
| 60 |                       | José Tomás Nabuco de Araújo Filho                                  | Secretaria de Estado dos Negócios da Justiça | 12 de maio de 1865      | 3 de agosto de 1866                   | Pedro de Araújo Lima                  |
| 61 |                       | João Lustosa da Cunha Paranaguá (marquês de Paranaguá)             | Secretaria de Estado dos Negócios da Justiça | 3 de agosto de 1866     | 27 de outubro de 1866                 | Zacarias de Góis e Vasconcelos        |
| 62 |                       | Martim Francisco Ribeiro de Andrada                                | Secretaria de Estado dos Negócios da Justiça | 27 de outubro de 1866   | 16 de julho de 1868                   | Zacarias de Góis e Vasconcelos        |
| 63 |                       | José de Alencar                                                    | Secretaria de Estado dos Negócios da Justiça | 16 de julho de 1868     | 10 de janeiro de 1870                 | Joaquim José Rodrigues Torres         |
| 64 |                       | Joaquim Otávio Nébias                                              | Secretaria de Estado dos Negócios da Justiça | 10 de janeiro de 1870   | 9 de junho de 1870                    | Joaquim José Rodrigues Torres         |
| 65 |                       | Manuel Vieira Tosta (marquês de Muritiba)                          | Secretaria de Estado dos Negócios da Justiça | 9 de junho de 1870      | 29 de setembro de 1870                | Joaquim José Rodrigues Torres         |
| 66 |                       | José Ildefonso de Sousa Ramos                                      | Secretaria de Estado dos Negócios da Justiça | 29 de setembro de 1870  | 7 de março de 1871                    | José Antônio Pimenta Bueno            |
| 67 |                       | Francisco de Paula Negreiros de Saião Lobato (visconde de Niterói) | Secretaria de Estado dos Negócios da Justiça | 7 de março de 1871      | 20 de abril de 1872                   | José Maria da Silva Paranhos          |
| 68 |                       | Manuel Antônio Duarte de Azevedo                                   | Secretaria de Estado dos Negócios da Justiça | 20 de abril de 1872     | 25 de junho de 1875                   | José Maria da Silva Paranhos          |
| 69 |                       | João José de Oliveira Junqueira                                    | Secretaria de Estado dos Negócios da Justiça | 9 de outubro de 1874    | 17 de novembro de 1874                | José Maria da Silva Paranhos          |
| 70 |                       | Diogo Velho Cavalcanti de Albuquerque (visconde de Cavalcanti)     | Secretaria de Estado dos Negócios da Justiça | 25 de junho de 1875     | 15 de fevereiro de 1877               | Luís Alves de Lima e Silva            |
| 71 |                       | Francisco Januário da Gama Cerqueira                               | Secretaria de Estado dos Negócios da Justiça | 15 de fevereiro de 1877 | 5 de janeiro de 1878                  | Luís Alves de Lima e Silva            |
| 72 |                       | Lafayette Rodrigues Pereira                                        | Secretaria de Estado dos Negócios da Justiça | 5 de janeiro de 1878    | 28 de março de 1880                   | João Lins Vieira Cansanção de Sinimbu |
| 73 |                       | Sousa Dantas                                                       | Secretaria de Estado dos Negócios da Justiça | 28 de março de 1880     | 21 de janeiro de 1882                 | José Antônio Saraiva                  |
| 74 |                       | Rodolfo Epifânio de Sousa Dantas                                   | Secretaria de Estado dos Negócios da Justiça | 21 de janeiro de 1882   | 1 de fevereiro de 1882                | Martinho Álvares da Silva Campos      |
| 75 |                       | Manuel da Silva Mafra                                              | Secretaria de Estado dos Negócios da Justiça | 1 de fevereiro de 1882  | 3 de julho de 1882                    | Martinho Álvares da Silva Campos      |
| 76 |                       | João Ferreira de Moura                                             | Secretaria de Estado dos Negócios da Justiça | 3 de julho de 1882      | 24 de maio de 1883                    | João Lustosa da Cunha Paranaguá       |
| 77 |                       | Francisco Prisco de Sousa Paraíso                                  | Secretaria de Estado dos Negócios da Justiça | 24 de maio de 1883      | 6 de junho de 1884                    | Lafayette Rodrigues Pereira           |
| 78 |                       | Francisco Maria Sodré Pereira                                      | Secretaria de Estado dos Negócios da Justiça | 6 de junho de 1884      | 6 de maio de 1885                     | Sousa Dantas                          |
| 79 |                       | Afonso Pena                                                        | Secretaria de Estado dos Negócios da Justiça | 6 de maio de 1885       | 20 de agosto de 1885                  | José Antônio Saraiva                  |
| 80 |                       | Joaquim Delfino Ribeiro da Luz                                     | Secretaria de Estado dos Negócios da Justiça | 20 de agosto de 1885    | 10 de maio de 1887                    | João Maurício Wanderley               |
| 81 |                       | João Maurício Wanderley (barão de Cotegipe)                        | Secretaria de Estado dos Negócios da Justiça | 27 de janeiro de 1887   | 8 de fevereiro de 1887                | João Maurício Wanderley               |
| 82 |                       | Samuel Wallace MacDowell                                           | Secretaria de Estado dos Negócios da Justiça | 10 de maio de 1887      | 10 de março de 1888                   | João Maurício Wanderley               |
| 83 |                       | Antônio Ferreira Viana                                             | Secretaria de Estado dos Negócios da Justiça | 10 de março de 1888     | 4 de janeiro de 1889                  | João Alfredo Correia de Oliveira      |
| 84 |                       | Francisco de Assis Rosa e Silva                                    | Secretaria de Estado dos Negócios da Justiça | 4 de janeiro de 1889    | 7 de junho de 1889                    | João Alfredo Correia de Oliveira      |
| 85 |                       | Cândido Luís Maria de Oliveira                                     | Secretaria de Estado dos Negócios da Justiça | 7 de junho de 1889      | 15 de novembro de 1889                | Afonso Celso de Assis Figueiredo      |

## República

### República Velha(1.ª República)
| Nº | Foto                                        | Nome                                         | Órgão                                        | Início                  | Fim                     | Presidente             |
| -- | ------------------------------------------- | -------------------------------------------- | -------------------------------------------- | ----------------------- | ----------------------- | ---------------------- |
| —  |                                             | Ruy Barbosa (interino)                       | Secretaria de Estado dos Negócios da Justiça | 15 de novembro de 1889  | 18 de novembro de 1889  | Deodoro da Fonseca     |
| 1  |                                             | Campos Sales                                 | Secretaria de Estado dos Negócios da Justiça | 18 de novembro de 1889  | 22 de janeiro de 1891   | Deodoro da Fonseca     |
| —  |                                             | Francisco Glicério (interino)                | Secretaria de Estado dos Negócios da Justiça | 28 de fevereiro de 1890 | 8 de março de 1890      | Deodoro da Fonseca     |
| 2  |                                             | Henrique Pereira de Lucena (Barão de Lucena) | Secretaria de Estado dos Negócios da Justiça | 22 de janeiro de 1891   | 22 de maio de 1891      | Deodoro da Fonseca     |
| 3  |                                             | Antônio Luís Afonso de Carvalho              | Secretaria de Estado dos Negócios da Justiça | 22 de maio de 1891      | 23 de novembro de 1891  | Floriano Peixoto       |
| —  |                                             | José Higino Duarte Pereira (interino)        | Secretaria de Estado dos Negócios da Justiça | 23 de novembro de 1891  | 10 de fevereiro de 1892 | Floriano Peixoto       |
| 4  |                                             | Fernando Lobo Leite Pereira                  | Secretaria de Estado dos Negócios da Justiça | 10 de fevereiro de 1892 | 26 de dezembro de 1892  | Floriano Peixoto       |
| 4  | Ministério da Justiça e Negócios Interiores | Fernando Lobo Leite Pereira                  | 26 de dezembro de 1892                       | 8 de dezembro de 1893   |                         | Floriano Peixoto       |
| 5  | Ministério da Justiça e Negócios Interiores |                                              | Alexandre Cassiano do Nascimento             | 8 de dezembro de 1893   | 15 de novembro de 1894  | Floriano Peixoto       |
| 6  | Ministério da Justiça e Negócios Interiores |                                              | Antônio Gonçalves Ferreira                   | 15 de novembro de 1894  | 30 de agosto de 1896    | Prudente de Morais     |
| 7  | Ministério da Justiça e Negócios Interiores |                                              | Alberto Torres                               | 30 de agosto de 1896    | 7 de janeiro de 1897    | Prudente de Morais     |
| 8  | Ministério da Justiça e Negócios Interiores |                                              | Bernardino de Campos                         | 7 de janeiro de 1897    | 19 de janeiro de 1897   | Prudente de Morais     |
| 9  | Ministério da Justiça e Negócios Interiores |                                              | Amaro Cavalcanti                             | 19 de janeiro de 1897   | 15 de novembro de 1898  | Prudente de Morais     |
| 10 | Ministério da Justiça e Negócios Interiores |                                              | Epitácio Pessoa                              | 15 de novembro de 1898  | 6 de agosto de 1901     | Campos Sales           |
| 11 | Ministério da Justiça e Negócios Interiores |                                              | Sabino Barroso                               | 6 de agosto de 1901     | 15 de novembro de 1902  | Campos Sales           |
| 12 | Ministério da Justiça e Negócios Interiores |                                              | J. J. Seabra                                 | 15 de novembro de 1902  | 28 de maio de 1906      | Rodrigues Alves        |
| 13 | Ministério da Justiça e Negócios Interiores |                                              | Félix Gaspar                                 | 28 de maio de 1906      | 15 de novembro de 1906  | Rodrigues Alves        |
| 14 | Ministério da Justiça e Negócios Interiores |                                              | Augusto Tavares de Lira                      | 15 de novembro de 1906  | 14 de junho de 1909     | Afonso Pena            |
| 14 | Ministério da Justiça e Negócios Interiores | 14 de junho de 1909                          | Augusto Tavares de Lira                      | 18 de junho de 1909     | Nilo Peçanha            |                        |
| 15 | Ministério da Justiça e Negócios Interiores |                                              | Esmeraldino Bandeira                         | 18 de junho de 1909     | Nilo Peçanha            | 15 de novembro de 1910 |
| 16 | Ministério da Justiça e Negócios Interiores |                                              | Rivadávia Correia                            | 15 de novembro de 1910  | 12 de agosto de 1913    | Hermes da Fonseca      |
| 17 | Ministério da Justiça e Negócios Interiores |                                              | Herculano de Freitas                         | 12 de agosto de 1913    | 15 de novembro de 1914  | Hermes da Fonseca      |
| 18 | Ministério da Justiça e Negócios Interiores |                                              | Carlos Maximiliano                           | 15 de novembro de 1914  | 15 de novembro de 1918  | Venceslau Brás         |
| 19 | Ministério da Justiça e Negócios Interiores |                                              | Amaro Cavalcanti                             | 15 de novembro de 1918  | 21 de novembro de 1918  | Delfim Moreira         |
| 20 | Ministério da Justiça e Negócios Interiores |                                              | Urbano Santos                                | 21 de novembro de 1918  | 28 de julho de 1919     | Delfim Moreira         |
| 21 | Ministério da Justiça e Negócios Interiores |                                              | Alfredo Pinto                                | 28 de julho de 1919     | 3 de setembro de 1921   | Epitácio Pessoa        |
| 22 | Ministério da Justiça e Negócios Interiores |                                              | Joaquim Ferreira Chaves                      | 3 de setembro de 1921   | 15 de novembro de 1922  | Epitácio Pessoa        |
| 23 | Ministério da Justiça e Negócios Interiores |                                              | João Luís Alves                              | 15 de novembro de 1922  | 20 de janeiro de 1925   | Artur Bernardes        |
| 24 | Ministério da Justiça e Negócios Interiores |                                              | Aníbal Freire da Fonseca                     | 20 de janeiro de 1925   | 5 de fevereiro de 1925  | Artur Bernardes        |
| 25 | Ministério da Justiça e Negócios Interiores |                                              | Afonso Pena Júnior                           | 5 de fevereiro de 1925  | 15 de novembro de 1926  | Artur Bernardes        |
| 26 | Ministério da Justiça e Negócios Interiores |                                              | Augusto Viana do Castelo                     | 15 de novembro de 1926  | 24 de outubro de 1930   | Washington Luís        |

### Era Vargas(2.ªe3.ªRepúblicas)
| Nº | Foto | Nome                            | Órgão                                       | Início                  | Fim                     | Presidente                           |
| -- | ---- | ------------------------------- | ------------------------------------------- | ----------------------- | ----------------------- | ------------------------------------ |
| 27 |      | Gabriel Loureiro Bernardes      | Ministério da Justiça e Negócios Interiores | 24 de outubro de 1930   | 26 de outubro de 1930   | Junta Governativa Provisória de 1930 |
| 28 |      | Afrânio de Melo Franco          | Ministério da Justiça e Negócios Interiores | 26 de outubro de 1930   | 3 de novembro de 1930   | Junta Governativa Provisória de 1930 |
| 29 |      | Osvaldo Aranha                  | Ministério da Justiça e Negócios Interiores | 3 de novembro de 1930   | 21 de dezembro de 1931  | Getúlio Vargas                       |
| 30 |      | Maurício Cardoso                | Ministério da Justiça e Negócios Interiores | 21 de dezembro de 1931  | 4 de março de 1932      | Getúlio Vargas                       |
| 31 |      | Francisco Campos                | Ministério da Justiça e Negócios Interiores | 4 de março de 1932      | 17 de setembro de 1932  | Getúlio Vargas                       |
| 32 |      | Afrânio de Melo Franco          | Ministério da Justiça e Negócios Interiores | 17 de setembro de 1932  | 7 de novembro de 1932   | Getúlio Vargas                       |
| 33 |      | Francisco Antunes Maciel Júnior | Ministério da Justiça e Negócios Interiores | 7 de novembro de 1932   | 24 de julho de 1934     | Getúlio Vargas                       |
| 34 |      | Vicente Rao                     | Ministério da Justiça e Negócios Interiores | 24 de julho de 1934     | 7 de janeiro de 1937    | Getúlio Vargas                       |
| 35 |      | Agamenon Magalhães              | Ministério da Justiça e Negócios Interiores | 7 de janeiro de 1937    | 3 de junho de 1937      | Getúlio Vargas                       |
| 36 |      | José Carlos de Macedo Soares    | Ministério da Justiça e Negócios Interiores | 3 de junho de 1937      | 10 de novembro de 1937  | Getúlio Vargas                       |
| 37 |      | Francisco Campos                | Ministério da Justiça e Negócios Interiores | 10 de novembro de 1937  | 17 de julho de 1942     | Getúlio Vargas                       |
| 38 |      | Marcondes Filho                 | Ministério da Justiça e Negócios Interiores | 17 de julho de 1942     | 23 de fevereiro de 1943 | Getúlio Vargas                       |
| 39 |      | Fernando Antunes                | Ministério da Justiça e Negócios Interiores | 23 de fevereiro de 1943 | 27 de março de 1943     | Getúlio Vargas                       |
| 40 |      | Marcondes Filho                 | Ministério da Justiça e Negócios Interiores | 27 de março de 1943     | 3 de março de 1945      | Getúlio Vargas                       |
| 41 |      | Agamenon Magalhães              | Ministério da Justiça e Negócios Interiores | 3 de março de 1945      | 29 de outubro de 1945   | Getúlio Vargas                       |
| 42 |      | Antônio de Sampaio Dória        | Ministério da Justiça e Negócios Interiores | 29 de outubro de 1945   | 31 de janeiro de 1946   | José Linhares                        |

### Período Populista(4.ª República)
| Nº | Foto | Nome                              | Órgão                                       | Início                  | Fim                     | Presidente                      |
| -- | ---- | --------------------------------- | ------------------------------------------- | ----------------------- | ----------------------- | ------------------------------- |
| 43 |      | Carlos Luz                        | Ministério da Justiça e Negócios Interiores | 31 de janeiro de 1946   | 2 de outubro de 1946    | Eurico Gaspar Dutra             |
| 44 |      | Benedito Costa Neto               | Ministério da Justiça e Negócios Interiores | 2 de outubro de 1946    | 7 de novembro de 1947   | Eurico Gaspar Dutra             |
| 45 |      | Adroaldo Costa                    | Ministério da Justiça e Negócios Interiores | 7 de novembro de 1947   | 1 de abril de 1950      | Eurico Gaspar Dutra             |
| 46 |      | Honório Fernandes Monteiro        | Ministério da Justiça e Negócios Interiores | 1 de abril de 1950      | 29 de junho de 1950     | Eurico Gaspar Dutra             |
| 47 |      | Adroaldo Tourinho Junqueira Aires | Ministério da Justiça e Negócios Interiores | 29 de junho de 1950     | 4 de agosto de 1950     | Eurico Gaspar Dutra             |
| 48 |      | José Francisco Bias Fortes        | Ministério da Justiça e Negócios Interiores | 4 de agosto de 1950     | 31 de janeiro de 1951   | Eurico Gaspar Dutra             |
| 49 |      | Negrão de Lima                    | Ministério da Justiça e Negócios Interiores | 31 de janeiro de 1951   | 26 de junho de 1953     | Getúlio Vargas                  |
| 50 |      | Tancredo Neves                    | Ministério da Justiça e Negócios Interiores | 26 de junho de 1953     | 24 de agosto de 1954    | Getúlio Vargas                  |
| 51 |      | Miguel Seabra Fagundes            | Ministério da Justiça e Negócios Interiores | 24 de agosto de 1954    | 14 de fevereiro de 1955 | Café Filho                      |
| 52 |      | Marcondes Filho                   | Ministério da Justiça e Negócios Interiores | 14 de fevereiro de 1955 | 18 de abril de 1955     | Café Filho                      |
| 53 |      | Prado Kelly                       | Ministério da Justiça e Negócios Interiores | 18 de abril de 1955     | 11 de novembro de 1955  | Café Filho                      |
| 54 |      | Francisco de Menezes Pimentel     | Ministério da Justiça e Negócios Interiores | 11 de novembro de 1955  | 31 de janeiro de 1956   | Nereu Ramos                     |
| 55 |      | Nereu Ramos                       | Ministério da Justiça e Negócios Interiores | 31 de janeiro de 1956   | 4 de novembro de 1957   | Juscelino Kubitschek            |
| 56 |      | Eurico Sales                      | Ministério da Justiça e Negócios Interiores | 4 de novembro de 1957   | 8 de julho de 1958      | Juscelino Kubitschek            |
| 57 |      | Cirilo Júnior                     | Ministério da Justiça e Negócios Interiores | 8 de julho de 1958      | 31 de julho de 1959     | Juscelino Kubitschek            |
| 58 |      | Armando Falcão                    | Ministério da Justiça e Negócios Interiores | 31 de julho de 1959     | 31 de janeiro de 1961   | Juscelino Kubitschek            |
| 59 |      | Oscar Pedroso Horta               | Ministério da Justiça e Negócios Interiores | 31 de janeiro de 1961   | 25 de agosto de 1961    | Jânio Quadros                   |
| 60 |      | José Martins Rodrigues            | Ministério da Justiça e Negócios Interiores | 27 de agosto de 1961    | 8 de setembro de 1961   | Ranieri Mazzilli                |
| —  |      | Tancredo Neves (interino)         | Ministério da Justiça e Negócios Interiores | 8 de setembro de 1961   | 12 de outubro de 1961   | João Goulart (parlamentarismo)  |
| 61 |      | Alfredo Nasser                    | Ministério da Justiça e Negócios Interiores | 13 de outubro de 1961   | 12 de julho de 1962     | João Goulart (parlamentarismo)  |
| 62 |      | João Mangabeira                   | Ministério da Justiça e Negócios Interiores | 24 de janeiro de 1963   | 7 de junho de 1963      | João Goulart (presidencialismo) |
| 63 |      | Carlos Molinari Cairoli           | Ministério da Justiça e Negócios Interiores | 7 de junho de 1963      | 18 de junho de 1963     | João Goulart (presidencialismo) |
| 64 |      | Abelardo Jurema                   | Ministério da Justiça e Negócios Interiores | 18 de junho de 1963     | 31 de março de 1964     | João Goulart (presidencialismo) |

### Ditadura militar(5.ª República)
| Nº | Foto                 | Nome                         | Órgão                                       | Início                | Fim                   | Presidente               |
| -- | -------------------- | ---------------------------- | ------------------------------------------- | --------------------- | --------------------- | ------------------------ |
| 65 |                      | Luís Antônio da Gama e Silva | Ministério da Justiça e Negócios Interiores | 4 de abril de 1964    | 15 de abril de 1964   | Ranieri Mazzilli         |
| 66 |                      | Milton Campos                | Ministério da Justiça e Negócios Interiores | 15 de abril de 1964   | 11 de outubro de 1965 | Humberto Castelo Branco  |
| 67 |                      | Luís Viana Filho             | Ministério da Justiça e Negócios Interiores | 11 de outubro de 1965 | 19 de outubro de 1965 | Humberto Castelo Branco  |
| 68 |                      | Juracy Magalhães             | Ministério da Justiça e Negócios Interiores | 19 de outubro de 1965 | 14 de janeiro de 1966 | Humberto Castelo Branco  |
| 69 |                      | Mem de Azambuja Sá           | Ministério da Justiça e Negócios Interiores | 14 de janeiro de 1966 | 28 de junho de 1966   | Humberto Castelo Branco  |
| 70 |                      | Luís Viana Filho             | Ministério da Justiça e Negócios Interiores | 28 de junho de 1966   | 19 de julho de 1966   | Humberto Castelo Branco  |
| 71 |                      | Carlos Medeiros              | Ministério da Justiça e Negócios Interiores | 19 de julho de 1966   | 15 de março de 1967   | Humberto Castelo Branco  |
| 72 |                      | Luís Antônio da Gama e Silva | Ministério da Justiça                       | 15 de março de 1967   | 31 de agosto de 1969  | Costa e Silva            |
| 72 | 31 de agosto de 1969 | Luís Antônio da Gama e Silva | Ministério da Justiça                       | 30 de outubro de 1969 | Junta militar de 1969 |                          |
| 73 |                      | Alfredo Buzaid               | Ministério da Justiça                       | 30 de outubro de 1969 | 15 de março de 1974   | Emílio Garrastazu Médici |
| 74 |                      | Armando Falcão               | Ministério da Justiça                       | 15 de março de 1974   | 15 de março de 1979   | Ernesto Geisel           |
| 75 |                      | Petrônio Portella            | Ministério da Justiça                       | 15 de março de 1979   | 7 de janeiro de 1980  | João Figueiredo          |
| 76 |                      | Golbery do Couto e Silva     | Ministério da Justiça                       | 7 de janeiro de 1980  | 9 de janeiro de 1980  | João Figueiredo          |
| 77 |                      | Ibrahim Abi-Ackel            | Ministério da Justiça                       | 9 de janeiro de 1980  | 15 de março de 1985   | João Figueiredo          |

### Nova República(6.ª República)
| Nº  | Foto | Nome                          | Órgão                                     | Início                  | Fim                     | Presidente                |
| --- | ---- | ----------------------------- | ----------------------------------------- | ----------------------- | ----------------------- | ------------------------- |
| 78  |      | Fernando Lyra                 | Ministério da Justiça                     | 15 de março de 1985     | 14 de fevereiro de 1986 | José Sarney               |
| 79  |      | Paulo Brossard                | Ministério da Justiça                     | 14 de fevereiro de 1986 | 19 de janeiro de 1989   | José Sarney               |
| 80  |      | Oscar Dias Correia            | Ministério da Justiça                     | 19 de janeiro de 1989   | 9 de agosto de 1989     | José Sarney               |
| 81  |      | Saulo Ramos                   | Ministério da Justiça                     | 9 de agosto de 1989     | 15 de março de 1990     | José Sarney               |
| 82  |      | Bernardo Cabral               | Ministério da Justiça                     | 15 de março de 1990     | 13 de outubro de 1990   | Fernando Collor           |
| 83  |      | Jarbas Passarinho             | Ministério da Justiça                     | 15 de outubro de 1990   | 2 de abril de 1992      | Fernando Collor           |
| 84  |      | Célio Borja                   | Ministério da Justiça                     | 2 de abril de 1992      | 2 de outubro de 1992    | Fernando Collor           |
| 85  |      | Maurício Corrêa               | Ministério da Justiça                     | 2 de outubro de 1992    | 5 de abril de 1994      | Itamar Franco             |
| 86  |      | Alexandre Dupeyrat            | Ministério da Justiça                     | 5 de abril de 1994      | 1 de janeiro de 1995    | Itamar Franco             |
| 87  |      | Nelson Jobim                  | Ministério da Justiça                     | 1 de janeiro de 1995    | 8 de abril de 1997      | Fernando Henrique Cardoso |
| 88  |      | Milton Seligman               | Ministério da Justiça                     | 8 de abril de 1997      | 22 de maio de 1997      | Fernando Henrique Cardoso |
| 89  |      | Iris Rezende                  | Ministério da Justiça                     | 22 de maio de 1997      | 1 de abril de 1998      | Fernando Henrique Cardoso |
| 90  |      | José de Jesus Filho           | Ministério da Justiça                     | 1 de abril de 1998      | 7 de abril de 1998      | Fernando Henrique Cardoso |
| 91  |      | Renan Calheiros               | Ministério da Justiça                     | 7 de abril de 1998      | 19 de julho de 1999     | Fernando Henrique Cardoso |
| 92  |      | José Carlos Dias              | Ministério da Justiça                     | 19 de julho de 1999     | 14 de abril de 2000     | Fernando Henrique Cardoso |
| 93  |      | José Gregori                  | Ministério da Justiça                     | 14 de abril de 2000     | 14 de novembro de 2001  | Fernando Henrique Cardoso |
| 94  |      | Aloysio Nunes                 | Ministério da Justiça                     | 14 de novembro de 2001  | 3 de abril de 2002      | Fernando Henrique Cardoso |
| 95  |      | Miguel Reale Júnior           | Ministério da Justiça                     | 3 de abril de 2002      | 10 de julho de 2002     | Fernando Henrique Cardoso |
| 96  |      | Paulo de Tarso Ramos Ribeiro  | Ministério da Justiça                     | 10 de julho de 2002     | 1 de janeiro de 2003    | Fernando Henrique Cardoso |
| 97  |      | Márcio Thomaz Bastos          | Ministério da Justiça                     | 1 de janeiro de 2003    | 16 de março de 2007     | Luiz Inácio Lula da Silva |
| 98  |      | Tarso Genro                   | Ministério da Justiça                     | 16 de março de 2007     | 10 de fevereiro de 2010 | Luiz Inácio Lula da Silva |
| 99  |      | Luiz Paulo Barreto            | Ministério da Justiça                     | 10 de fevereiro de 2010 | 31 de dezembro de 2010  | Luiz Inácio Lula da Silva |
| 100 |      | José Eduardo Cardozo          | Ministério da Justiça                     | 1 de janeiro de 2011    | 3 de março de 2016      | Dilma Rousseff            |
| 101 |      | Wellington César Lima e Silva | Ministério da Justiça                     | 3 de março de 2016      | 14 de março de 2016     | Dilma Rousseff            |
| 102 |      | Eugênio Aragão                | Ministério da Justiça                     | 14 de março de 2016     | 12 de maio de 2016      | Dilma Rousseff            |
| 103 |      | Alexandre de Moraes           | Ministério da Justiça                     | 12 de maio de 2016      | 22 de fevereiro de 2017 | Michel Temer              |
| —   |      | José Levi (interino)          | Ministério da Justiça                     | 7 de fevereiro de 2017  | 7 de março de 2017      | Michel Temer              |
| 104 |      | Osmar Serraglio               | Ministério da Justiça                     | 7 de março de 2017      | 31 de maio de 2017      | Michel Temer              |
| 105 |      | Torquato Jardim               | Ministério da Justiça                     | 31 de maio de 2017      | 1 de janeiro de 2019    | Michel Temer              |
| 106 |      | Sergio Moro                   | Ministério da Justiça e Segurança Pública | 1 de janeiro de 2019    | 24 de abril de 2020     | Jair Bolsonaro            |
| 107 |      | André Mendonça                | Ministério da Justiça e Segurança Pública | 29 de abril de 2020     | 29 de março de 2021     | Jair Bolsonaro            |
| 108 |      | Anderson Torres               | Ministério da Justiça e Segurança Pública | 30 de março de 2021     | 31 de dezembro de 2022  | Jair Bolsonaro            |
| 109 |      | Flávio Dino                   | Ministério da Justiça e Segurança Pública | 1 de janeiro de 2023    | 1 de fevereiro de 2024  | Luiz Inácio Lula da Silva |
| 110 |      | Ricardo Lewandowski           | Ministério da Justiça e Segurança Pública | 1 de fevereiro de 2024  | em exercício            | Luiz Inácio Lula da Silva |